# Chuo

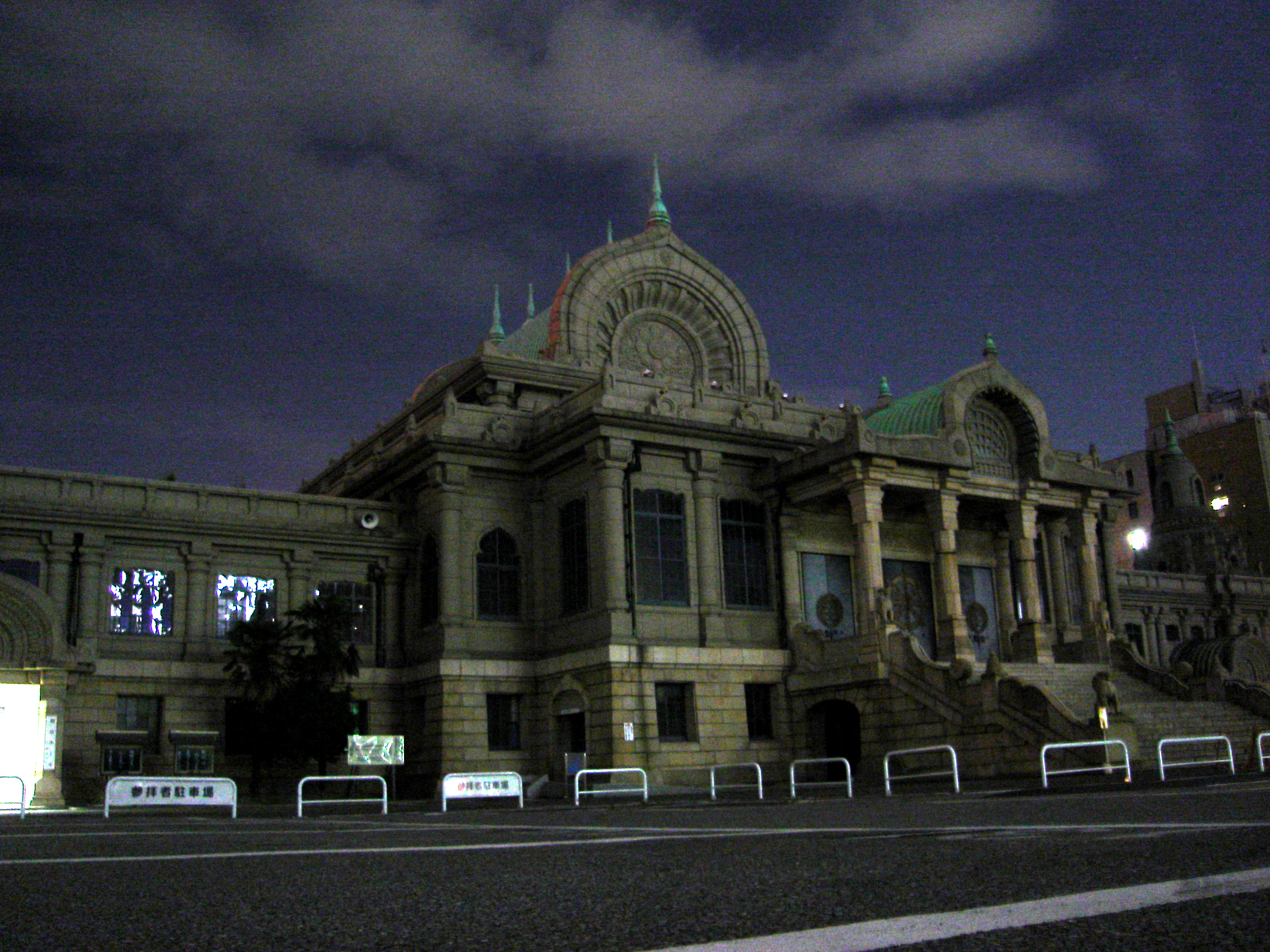
Tsukiji Hongwanji

Chūō (中央区; -ku) é uma região especial da Metrópole de Tóquio, no Japão.
Em 2003, a região tinha uma população estimada em 81,996 habitantes e uma densidade populacional de 8,078.42 hkm². Tem uma área total de 10.15 km². Nesta região, está a empresa que retransmite a programação da IPCTV Globo no Japão, que é afiliada da Globo
Chuo foi fundada a 15 de março de 1947.